# El viaje: 1966-1974
El viaje: 1966-1974 es un álbum recopilatorio de la banda peruana Los York's. Este es un recopilatorio de sus mejores temas desde 1966 hasta 1974; este álbum fue realizado por la disquera española Munster Records.

## Lista de canciones
1. Mira tú
2. Abrázame
3. Solo estoy
4. No me dejes
5. Pronto un doctor
6. Hanky panky
7. Egoísmo de la gente
8. Sin éxito
9. No puedo amar
10. Te amo
11. Amor libre
12. Justo a mi gusto
13. Vallery
14. Caminaremos
15. Fácil baby
16. La punta de mi zapato
17. Sussie Q
18. La alegría tu amor
19. Mi nena
20. Mi mente en ti
21. Abrázame baby